# PBZ Zagreb Indoors 2013
PBZ Zagreb Indoors 2013 — тенісний турнір, що проходив на кортах з твердим покриттям у місті Загреб, Хорватія з 4 лютого. Належав до категорії ATP World Tour 250.

## Фінальна частина

### Одиночний розряд
Марин Чилич —  Юрген Мельцер 6–3, 6–1

### Парний розряд
Юліан Ноул /  Філіп Полашек —  Іван Додіг /  Мате Павич 6–3, 6–3